# Tornados en Cuba (2015 - presente)
Cuba es un país en la región del Caribe. Forma parte de América Insular.

La mayor probabilidad de tornados en cuba son en Candelaria, Mayabeque y matanzas.
| Confirmado Total | Confirmado EF0 | Confirmado EF1 | Confirmado EF2 | Confirmado EF3 | Confirmado EF4 | Confirmado EF5 |
| 12               | 10             | 1              | 0              | 0              | 1              | 0              |

## 2015 - 2017
| Confirmado Total | Confirmado EF0 | Confirmado EF1 | Confirmado EF2 | Confirmado EF3 | Confirmado EF4 | Confirmado EF5 |
| 11               | 10             | 1              | 0              | 0              | 0              | 0              |

### Evento del 6 de agosto de 2015
En una zona de Sancti Spíritus, del municipio Jatibonico se registró un tornado EF1. Generó afectaciones graduables. Duró alrededor de 12 minutos y estuvo casi estacionario. Probablemente envuelto por la lluvia. La supercélula que la produjo se desarrolló en condiciones climáticas típicas del verano.

### Evento del 23 de mayo de 2016
Un tornado en cono o rabo de nube se formó cerca de San Antonio de los Baños. 

### Evento del 2 de julio de 2016
El 3 de julio de 2016, por la tarde en Playa Caimito una tromba marina se formó en una tormenta convectiva cerca de playa Caimito, Mayabeque. La tromba tocó tierra y genero fuertes afectaciones. 34 habitantes resultaron heridos y 14 casas resultaron afectadas. Testigos cuentan que fueron múltiples embudos. El tornado arrancó árboles y el equipo utilizado para las vacaciones de verano. No se había visto algo así en el territorio. Un vecino vivió una experiencia similar. Se donó sangre, alimentos y materiales a los afectados.

### Evento del
En Camagüey se reportó un tornado EF0 débil en el centro histórico de la ciudad, generó afectaciones débiles, arrancó techos de zinc y suspendió en el aire mucha tierra. El tornado tubo una nube embudo ancha pero que no tocaba tierra. Pero los vientos en superficie fueron fuertes y por lo tanto, fue un tornado. Fue el único en el año. 

## 2018 - 2020
| Confirmado Total | Confirmado EF0 | Confirmado EF1 | Confirmado EF2 | Confirmado EF3 | Confirmado EF4 | Confirmado EF5 |
| 7                | 0              | 0              | 0              | 0              | 1              | 0              |

### Evento de 24 de abril de 2018 & Tornado de Jagüey Grande, Matanzas
En abril de 2018 un fuerte tornado arrasó áreas cercanas a Jagüey Grande. Causó daños en viviendas, el derribo de algunos árboles y el corte del servicio eléctrico local. A las 18:00 pm y previo a un fuerte aguacero, el tornado recorrió varias cuadras del barrio San Bernardo, al nordeste de ese barrio, arrancando techos de zinc y de canaletas y provocando cortes en las líneas telefónicas.

## 2020 - 2023
Aguada de Pasajeros

## 2024 - 2026
Los Arabos